# Volar (pel·lícula)
Volar és una pel·lícula documental espanyola del 2012 dirigida per Carla Subirana, que s'ha convertit en la primera directora de cinema en introduir-se durant sis setmanes en una acadèmia militar espanyola amb la intenció de llançar "una mirada neta" que desmarqui l'Exèrcit de la imatge del cinema bèl·lic. Fou produïda per Pandora Cinema, S.L i Zentropa International Spain amb el suport de l'Institut Català de la Dona, la Universitat Pompeu Fabra i el CONCA.

## Sinopsi
El documental mostra la formació d'una nova promoció de pilots militars a la caserna de Los Alcázares de l'Acadèmia General de l'Aire a San Javier (regió de Múrcia). Retrata de manera impecable amb la càmera a la mà, com una més, els esforços dels reclutes durant la instrucció, el que pensen i senten quan pugen als avions d'entrenament.

## Nominacions
Als Premis Gaudí de 2013 fou nominada al Millor documental quan es va retirar la candidatura de Pepe & Rubianes.